# Modelwerk
La Modelwerk è una agenzia di moda tedesca con uffici ad Amburgo.

## Personaggi rappresentati
Il seguente è un elenco incompleto dei principali personaggi rappresentati dalla Modelwerk, in ogni epoca.
- Frida Aasen
- Ruby Aldridge
- Karoline Amaral
- May Andersen
- Bianca Balti
- Esther Cañadas
- Aurélie Claudel
- Martin Bergmann
- Haylynn Cohen
- Jourdan Dunn[2]
- Rhea Durham[3]
- Reka Ebergenyi
- Karen Elson[3]
- Camila Finn[2]
- Magdalena Frackowiak
- Masha Novoselova
- Ljupka Gojić
- Quiana Grant
- Erin Heatherton
- Agnete Hegelund
- Julie Henderson
- Rachel Hunter
- Anna Jagodzińska
- Mor Katzir
- Tatiana Kovylina
- Noémie Lenoir[3]
- Anouck Lepere
- Maryna Linchuk
- Vanessa Lorenzo
- Elena Melnik
- Marisa Miller
- Amanda Moore
- Elizabeth Moses
- Aline Nakashima
- Alison Nix
- Daniela Peštová
- Behati Prinsloo
- Bar Refaeli
- Anja Rubik
- Kasia Struss
- Ève Salvail
- Alena Šeredová
- Irina Sheik
- Ava Smith
- Kim Smith[3]
- Kasia Struss
- Candice Swanepoel
- Ling Tan
- Tasha Tilberg
- Siri Tollerod[2]
- Daniela Urzi
- Eugenia Volodina
- Anne Vyalitsyna
- Jon Jönsson
- Erin Wasson[4]
- Dani Newman